# Eikenberg
Eikenberg er en bakke og en vej i Maarke, en landsby i de Flamske Ardenner i den belgiske provins Østflandern. Brostenene på Eikenberg er blevet fredet som kulturejendom siden 1995. Vejen stiger op fra Maarkebeek og Maarkeweg (N457) til Kerselareberg (N8). Mod vest ligger Ladeuze, mod øst ligger Kapelleberg.

## Cykelsport
Eikenberg er flere gange inkluderet i ruten for cykelklassikeren Flandern Rundt. Det er en kort, ikke særlig stejl stigning på 1200 meter med brosten.
I 2003 blev stigningen undgået, fordi der blev arbejdet på vejen op ad bakken. Som erstatning valgte løbsarrangøren den tilstødende Ladeuze, en kort asfaltstigning, som kun blev inkluderet én gang (i 2003) i Flandern Rundt.
Toppen af Eikenberg ligger på hovedvejen mellem Oudenaarde og Brakel. Men i Flandern Rundt drejer man ofte lidt tidligere til højre ad Kokerellestraat mod Kapelleberg.
Eikenberg er i alt blevet inkluderet 47 gange (1956, 1974-1996, 1998-2002, 2004-2007, 2009-2018, 2020-2023) i Flandern Rundt.
Eikenberg er også blevet inkluderet en enkelt gang i Gent-Wevelgem i 1956. Derudover er den blevet inkluderet 25 gange (1979-1985, 1987, 1996-2003, 2005-2013) i Omloop Het Nieuwsblad. Den bliver også ofte inkluderet i E3 Harelbeke, Dwars door Vlaanderen, Dwars door de Vlaamse Ardennen, Tre dage ved Panne og Internationale Junioren Driedaagse.